# Erwin Killat
Erwin Killat (* 20. März 1933) ist ein ehemaliger Bürgerrechtler in der DDR und ist seit 2002 Ehrenbürger von Zwickau.
Killat war 1987 Mitbegründer der Arbeitsgruppe Konziliarer Prozess für Gerechtigkeit, Frieden und Bewahrung der Schöpfung; mit Freunden aus dieser Arbeitsgruppe gründete Killat im September 1988 die Friedensbibliothek Zwickau. Diese trug ein Jahr später wesentlich zur Gründung des Neuen Forums in Zwickau bei. Killat gilt als Organisator der ersten Friedensgebete und Anführer der ersten Demonstrationen für eine friedliche Wende in Zwickau. Auch nach Wende und Wiedervereinigung blieb Killat in Vereinen und Bürgerinitiativen politisch aktiv: Unter anderem engagiert er sich gegen Rechtsradikalismus und Rassismus. Von 1991 bis 1993 war er Beisitzer im Landesvorstand der Partei Bündnis 90/Die Grünen in Sachsen.
Am 13. Oktober 2009 erhielt er aus Anlass »20 Jahre Friedliche Revolution« den Sächsischen Verdienstorden. Am 7. Dezember 2017 erhielt er den Verdienstorden der Bundesrepublik Deutschland.